# Алжиро-нигерские отношения
Алжиро-нигерские отношения — двусторонние дипломатические отношения между Алжиром и Нигером. Протяжённость государственной границы между странами составляет 951 км.

## История
В 1960-е годы Алжир и Нигер завершили демаркацию государственной границы и с тех пор между странами сложились хорошие отношения. В 1990-х годах экономической сотрудничество между странами находилось на низком уровне, не более 1 % от общего объёма товарооборота. У Алжира и Нигера налажено тесное сотрудничество в области безопасности.
В 2015 году министр иностранных дел Нигера сделал заявление, что алжиро-нигерские отношения находятся на высоком уровне. 27 июля 2016 года министр иностранных дел Нигера заявил, что Алжир оказывает существенную помощь Нигеру в обеспечении государственной безопасности. Между странами налажено сотрудничество по пресечению проявлений экстремизма и террористической деятельности. 23 октября 2017 года министр иностранных дел Алжира принес официальные соболезнования правительству Нигера, после того, как 13 нигерских солдат погибли в ходе террористической атаки недалеко от границы с Мали.